# Sekardangan
Sekardangan is een bestuurslaag in het regentschap Sidoarjo van de provincie Oost-Java, Indonesië. Sekardangan telt 7435 inwoners (volkstelling 2010).